# Deportivo Anzoátegui Sport Club
El Deportivo Anzoátegui Sport Club fue un club de fútbol profesional venezolano que tenía sede en Puerto La Cruz, estado Anzoátegui. Jugaba en la Primera División de Venezuela y disputaba sus partidos como local en el Estadio José Antonio Anzoátegui.
El equipo fue fundado el 9 de noviembre de 2002, y desapareció el 23 de julio de 2019.
El título más importante que ha conseguido en su corta historia es la Copa Venezuela 2008 con la que consiguió el pase a la Copa Sudamericana 2009, también ha logrado los títulos de Copa Venezuela 2012 y Torneo Apertura 2012 logrando ser el primer equipo venezolano al lograr este doblete, alcanzando así también su pase a la Copa Sudamericana 2013 y Copa Libertadores 2014, respectivamente.
Debutó internacionalmente el 29 de enero de 2009 en la fase previa de la Copa Libertadores 2009 frente al Deportivo Cuenca con resultado a favor de 2 a 0. El Deportivo Anzoátegui se convirtió en el primer equipo venezolano en participar 2 copas internacionales en un solo año. (Copa Libertadores y Copa Sudamericana en el año 2009).
El Deportivo Anzoátegui  anunció a través de su cuenta oficial de Instagram, la decisión de no participar en el Torneo Clausura 2019 y la Copa Venezuela 2019 por los problemas económicos que atraviesa la institución anzoatiguense quién también indicó que tratarán de hacer todo lo posible para buscar patrocinadores que puedan devolver al club su participación en la Primera División de Venezuela durante el Torneo Apertura 2020.

## Historia

### Fundación del club
El club fue fundado en el año 2002 por el Lic. Juan Pereira. Debutó oficialmente en la Torneo Aspirantes contra Paratocos Fútbol Club el 9 de noviembre del 2002 en el club Paracotos en condición de visitante con resultado a favor de 3 a 0, el primer gol en la historia del club lo realizó Erbin Díaz. En esa misma temporada (2002-2003) el equipo logró situarse en el primer lugar de forma invicta del campeonato de tercera división y logra el ascenso.

### Segunda división
En la segunda división participó en las temporadas 2003-2004 (4.º lugar), 2004-2005 (4.º lugar), 2005-2006 (6.º lugar) y 2006-2007 (5.º lugar). En la temporada 2006-2007 queda campeón del grupo occidental, correspondiente al torneo apertura de la segunda división. Pero fue gracias a la expansión dictada por la Federación Venezolana de Fútbol, que el club logró ascender junto con Estudiantes de Mérida FC, Deportivo Lara, Petare FC, Unión Lara SC, Llaneros EF, y Estrella Roja FC  a raíz de que subieron la cantidad de equipos de la primera división de 10 a 18.

### Primera división
Debutó en primera división frente al Unión Atlético Maracaibo el 5 de agosto del 2007 con resultado de 1 a 1 de local. En esa temporada de la mano de César Farías se contó con uno de los equipos más sólidos del fútbol venezolano[cita requerida], quedando en el segundo lugar en el torneo apertura detrás del Caracas Fútbol Club. En el 2008, César Farías es contratado como técnico de la Selección de fútbol de Venezuela, y pasa a tomar la dirección del club su asistente, que en ese momento era Marcos Mathias y a partir de esta era se queda tercero en el clausura e igualmente en la general detrás del Deportivo Táchira y el Caracas Fútbol Club respectivamente. 
Tras haber obtenido el tercer lugar en la tabla general se consiguió en cupo para la fase previa de la Copa Libertadores 2009, la cual fue la primera experiencia internacional del club.

### La era de Marcos Mathias (2007 - 2008)
El 30 de diciembre de 2007 fue designado director técnico del Deportivo Anzoátegui tras la renuncia de César Farías para prepararse como director técnico de La Vinotinto más que era el asistente técnico de Farías en el Deportivo Anzoátegui, Mathias debutó contra Unión Atlético Maracaibo en el torneo clausura 2008 con una derrota de 1 por 0, pero después empieza a llegar los logros de Mathias, hizo que el Deportivo Anzoátegui obtuviera un cupo a la Copa Libertadores 2009 y después coronar al Deportivo Anzoátegui campeón de la Copa Venezuela de Fútbol 2008 obteniendo un cupo a la Copa Sudamericana 2009, El 30 de diciembre de 2008 se confirma la inesperada renuncia del director técnico Marcos Mathias, el estratega afirma haber acordado con la directiva del club su renuncia.

### Copa Venezuela 2008
En la Copa Venezuela de Fútbol 2008 el club resultó campeón, en la final se enfrentó a Estudiantes de Mérida Fútbol Club y la ganó con resultado global de 3 a 1. Con esto el Deportivo Anzoátegui consiguió su primer campeonato en primera división, gracias a ganar este título se obtuvo un cupo a la Copa Sudamericana 2009.
| 3 de diciembre de 2008 | Deportivo Anzoátegui                      | 2:1 (2:0) | Estudiantes de Mérida | Estadio José Antonio Anzoátegui, Puerto La Cruz                            |                                                                            |
|                        | Alexander Rondón 13' · Nicolás Massia 27' |           | Jansse Pérez 74'      | Asistencia: 13.775 espectadores Árbitro(s): José Argote (Zulia, Venezuela) | Asistencia: 13.775 espectadores Árbitro(s): José Argote (Zulia, Venezuela) |

| 11 de diciembre de 2008 | Estudiantes de Mérida | 0:1 (0:0) | Deportivo Anzoátegui  | Estadio Metropolitano de Mérida, Mérida                                  |                                                                          |
|                         |                       |           | Emerson Panigutti 53' | Asistencia: 25.000 espectadores Árbitro(s): Juan Soto (Zulia, Venezuela) | Asistencia: 25.000 espectadores Árbitro(s): Juan Soto (Zulia, Venezuela) |

El 2 de enero de 2009 se confirma la contratación del estratega venezolano José Hernández, que venía de dirigir en el Torneo Apertura 2008 al Minervén Bolívar Fútbol Club, fue presentado en el Estadio José Antonio Anzoátegui por el vicepresidente del club Juan Pereira.
El 29 de enero le tocó enfrentar una prueba de fuego frente al Deportivo Cuenca de Ecuador en el Estadio José Antonio Anzoátegui, partido que culminó con un resultado favorable de 2 por 0, después en la vuelta en el Estadio Alejandro Serrano Aguilar de Cuenca, Ecuador, enfrentó a un conjunto que con dos goles de Rodrigo Teixeira y uno de Ismael Villalba se vino con una derrota de 3 por 0 lapidaria para las esperanzas aurirrojas de seguir en la Copa Libertadores 2009.
| 29 de enero de 2009 | Deportivo Anzoátegui                       | 2:0 (1:0) | Deportivo Cuenca | Estadio José Antonio Anzoátegui, Puerto La Cruz, Venezuela         |                                                                    |
|                     | Fabián Espíndola 11' · Johnny González 51' |           |                  | Asistencia: 10.000 espectadores Árbitro(s): Víctor Carrillo (Perú) | Asistencia: 10.000 espectadores Árbitro(s): Víctor Carrillo (Perú) |

| 3 de febrero de 2009 | Deportivo Cuenca                               | 3:0 (1:0) | Deportivo Anzoátegui | Estadio Alejandro Serrano Aguilar, Cuenca, Ecuador                     |                                                                        |
|                      | Rodrigo Teixeira 27' 68' · Ismael Villalba 73' |           |                      | Asistencia: 13.000 espectadores Árbitro(s): Carlos Maldonado (Bolivia) | Asistencia: 13.000 espectadores Árbitro(s): Carlos Maldonado (Bolivia) |

Después de esta eliminación José Hernández apareció en críticas que lo obligaban a obtener un buen resultado en los próximos partidos, lo cual no sucedió. El 10 de marzo renunció junto con su asistente técnico Nerio Hernández por los malos resultados que habían obtenido y dejando al club en la penúltima posición.

### La era de Daniel Farías (2009 - 2012)
El 12 de marzo de 2009, a las horas de la noche, fue designado como director técnico Daniel Farías que sustituyó a José Hernández, en un comunicado emitido por la jefatura de prensa del Deportivo Anzoátegui y del presidente del club Emilio Súarez.
Daniel Farías fue presentado como director técnico el 13 de marzo. Farías, quien ya tuvo experiencias en el cuerpo técnico del Deportivo Anzoátegui, en el año 2007 fue preparador de arqueros durante el mandato de su hermano César Farías actual director técnico de la Selección de fútbol de Venezuela, después como asistente técnico (2007 - 2008) de Marcos Mathias.
En la Copa Sudamericana 2009 enfrentaron en la primera fase al Alianza Atlético de Sullana de Perú.
En el partido de ida el 6 de agosto celebrado en Chiclayo, Perú saco un valioso empate 0. En el partido de vuelta el 15 de septiembre en el Estadio José Antonio Anzoátegui de Puerto La Cruz perdió 2 a 1, de haber ganado ese encuentro el Deportivo Anzoátegui se hubiese convertido en el primer equipo venezolano en pasar a los octavos de final de una Copa Sudamericana.
| 6 de agosto de 2009 | Alianza Atlético | 0:0 | Deportivo Anzoátegui | Estadio Elías Aguirre, Chiclayo, Perú                                |  |
|                     |                  |     |                      | Asistencia: 400 espectadores Árbitro(s): Joaquín Antequera (Bolivia) |  |

| 15 de septiembre de 2009 | Deportivo Anzoátegui | 1:2 (0:1) | Alianza Atlético                             | Estadio José Antonio Anzoátegui, Puerto La Cruz, Venezuela          |                                                                     |
|                          | Juan García 64'      |           | Marcio Valverde 15' · Jonathan Rodríguez 66' | Asistencia: 4.500 espectadores Árbitro(s): Daniel Salazar (Ecuador) | Asistencia: 4.500 espectadores Árbitro(s): Daniel Salazar (Ecuador) |

El Deportivo Anzoátegui logró la clasificación a la Copa Sudamericana 2011, tras derrotar en la liguilla final al Real Esppor (1-0 de local y 0-0 de visita) y después a Mineros de Guayana (tras empatar 1-1 de visita y golear 3-0 de local)
Primera fase de Copa Sudamericana 2011
| 3 de agosto de 2011 | Deportivo Quito    | 1:0 | Deportivo Anzoátegui | Estadio Olímpico Atahualpa, Quito, Ecuador |                                 |
|                     | Julio Bevacqua 16' |     |                      | Asistencia: 15.000 espectadores            | Asistencia: 15.000 espectadores |

| 16 de agosto de 2011 | Deportivo Anzoátegui                     | 2:0 ' | Deportivo Quito | Estadio José Antonio Anzoátegui, Puerto La Cruz, Venezuela |                                 |
|                      | Evelio Hernández 1' · Luis Checa og 90+2 |       |                 | Asistencia: 11.500 espectadores                            | Asistencia: 11.500 espectadores |

Tras derrotar 2-1 al equipo ecuatoriano en el marcador global, el equipo Anzoátiguense se convierte en el primer equipo venezolano en ganar una serie (ida y vuelta) en la historia de la Copa Sudamericana. Luego caería ante Universitario de Deportes en un global de 4-1
El 12 de diciembre de 2012 se oficializa la salida del técnico Daniel Farías, que días atrás ya se había anunciado su paso al costado del club oriental y llegar para el Torneo Clausura 2013 con el primer "doblete" en el fútbol venezolano (Copa Venezuela 2012 y Torneo Clausura 2012) como el nuevo técnico del Deportivo Táchira.
El DANZ volvería en la edición 2013 de la Copa Libertadores 2013 en fase previa, luego de finalizar en el tercer lugar de la tabla general de la temporada 2011-2012 del balompié criollo.

### Torneo Apertura 2012
En el mes de julio y agosto del 2012 equipo oriental contó con una preparación de primer nivel, realizando parte de la pretemporada en Argentina, donde el equipo realizó nueve partidos amistosos para tomar ritmo de fútbol internacional que les permitiera llegar de la mejor manera al arranque de torneo, dentro de dicha preparación se realizó un cuadrangular internacional en el Estadio Gral. José Antonio Anzoátegui, donde el equipo aurirrojo enfrentó a Boca Juniors (Arg), empatando a un gol, gracias a tanto de José Miguel Reyes. Luego enfrentaron al Atlético Venezuela, con quien también empataron.
En 2012 el equipo aurirrojo comenzaría y travesía por el Torneo Apertura 2012 al enfrentar en su primer partido al Deportivo Lara campeón de Venezuela de la temporada 2011-2012 en condición de visitante donde se impondría con un marcador de 1-2 el 12 de agosto, los aurirrojos inspirado por dicho resultado en la segunda jornada se impondría en su casa con un marcador de 5-1 al Portuguesa Fútbol Club el 19 de agosto, el 26 de agosto jugaría otra vez en casa ante el histórico Estudiantes de Mérida correspondiente a la tercera jornada en donde el DANZ ganaría ante su fanaticada 2-1 y manteniéndose en lo más alto de la tabla de clasificación, los pupilos de Daniel Farías viajarían a Barinas para enfrentar el día 2 de septiembre al Zamora FC en donde consiguen un empate 1-1. Debido a la gran cantidad de convocados del Anzoátegui y el Caracas Fútbol Club a la Selección de fútbol de Venezuela, se decidió posponer el partido de la jornada 9 para tres semanas después. Un día miércoles en el Estadio Olímpico José Antonio Anzoátegui, ante 12 mil espectadores se enfrentaban los líderes del Apertura. Acabó con un resultado de 1-0 a favor del equipo oriental gracias a un gol de tiro libre en el minuto 3 del panameño Rolando Escobar. En el derbi oriental contra el Monagas Sport Club el partido acaba con un empate de 2-2, pero para suerte de los anzoatiguenses, el Caracas caía 4-1 contra el Deportivo Petare. El 2 de diciembre, cuatro días después de la coronación del Anzoátegui en la Copa Venezuela, se disputa el juego contra el Real Esppor Club en condición de local ante 20 mil espectadores, con resultado de 1-0, gracias a un gol de cabeza de Robert Hernández, terminando así como campeones del Torneo Apertura 2012. Ya en la última jornada salen derrotados 5-0 contra el Trujillanos Fútbol Club y logran el primer lugar a un punto por encima del Caracas Fútbol Club

### Copa Venezuela 2012
El 12 de septiembre lograban pasar a la segunda fase de la Copa Venezuela al terminar con un resultado global de 3-3(v) al Estrella Roja. En la siguiente ronda vencen al Aragua Fútbol Club por medio de la tanda de penaltis. En los cuartos de final derrotan al Atlético Venezuela 3-0 en el partido de ida, en el Estadio Brigido Iriarte el equipo capitalino fracasó en el intento de remontada. En el partido de ida de la semifinal se juega nuevamente en el Brigido Iriarte, esta vez contra el Real Esppor Club y termina con 0-0 para que en Puerto La Cruz los vencieran por 3-1. El 21 de noviembre se disputaba el partido de ida de la final ante el colista del Apertura, Estudiantes de Mérida ante 12.250 espectadores. El jugador del partido fue el guardameta del equipo andino, Ángel Hernández, al salvar a su equipo en varias ocasiones con difíciles atajadas. El encuentro finaliza con 1-1 después del empate en el minuto 77 por parte del juvenil merideño, Nicolás Márquez. El 28 de noviembre, ante 30.252 espectadores se jugaba el partido de vuelta en el Metropolitano de Mérida, en el minuto 17, el arquero del Estudiantes le comete un penalti a Robert Hernández que acaba en gol de Evelio. El resto del partido fue dominado por el aurirrojo y terminan coronándose campeones de la Copa Venezuela 2012 asegurando un cupo para la Copa Sudamericana 2013.

### La era de Nico Larcamón (2015 - 2017)
El importante resultado por Copa Sudamericana 2017 frente al equipo argentino Huracán 3-0 a favor del Deportivo Anzoátegui Sc en el Estadio José Antonio Anzoátegui de Puerto La Cruz el 10 de marzo de 2017, siendo así la primera vez que un equipo venezolano vence por una gran cantidad de goles a un equipo argentino y además sin recibir goles en la portería oriental.

## Uniforme
Desde la fundación del club en el año 2002 el uniforme es aurirrojo, uniforme elegido porque todas las disciplinas deportivas en el Estado Anzoátegui son representadas con esos colores, y así elige ser identificado el club. Desde la temporada 2002/2003 la marca proveedora era Manita (2002-2006) y Kiu-Kak (2006-2008). Para la temporada 2008/2009 se cambia por Mitre marca reconocida a nivel internacional. En la temporada 2010/2011 cambia de marca patrocinante y empieza ser vestido por Skyros Sport.
- Uniforme Titular: Camiseta roja, pantalón rojo y medias rojas.
- Uniforme Alternativo: Camiseta blanca, pantalón blanco y medias blancas.
- Tercer Uniforme: Camiseta gris, pantalón gris y medias grises.

### Evolución
| 2002-2003 | 2003-2004 | 2004-2007 | 2008 | 2009        |  |
| 2010-2012 | 2012-2014 | 2014-2016 | 2017 | 2018-Actual |  |

### Indumentaria y patrocinador
| Periodo   | Proveedor          |
| --------- | ------------------ |
| 2002-2006 | Manita             |
| 2006-2008 | Kiukak Sports      |
| 2008-2009 | Mitre Sports       |
| 2010-2015 | Skyros Sport       |
| 2016      | Academia Sportwear |
| 2017      | Sport Jugados      |
| 2018      | RS21               |
| 2019      | Puma               |

| Periodo     | Patrocinador                                                                    |
| ----------- | ------------------------------------------------------------------------------- |
| 2002-2006   | Manita                                                                          |
| 2006-2008   | Kiukak Sports                                                                   |
| 2008-2009   | Mitre Sports                                                                    |
| 2010-2015   | Skyros Sport                                                                    |
| 2016 - 2017 | Academia Sportwear / Gatorade / RutacaAirlines / Sport Jugados / PDVSAPetropiar |
| 2018 - 2019 | Academia Sportwear                                                              |

## Estadio
El Estadio General José Antonio Anzoátegui, también conocido como Estadio Olímpico Luis Ramos, es el estadio sede de los partidos como local del Deportivo Anzoátegui. Ubicado en Puerto La Cruz, Venezuela, cuenta con capacidad para 40.000 espectadores.
El estadio de fútbol posee en sus diversos niveles un sistema de circuito cerrado, cámaras de seguridad y vigilancia, 2 módulos policiales en las inmediaciones, 4 vestuarios para fútbol, 4 oficinas temporales, una oficina para la Federación Venezolana de Fútbol, y otra para la FIFA, sala de control antidopaje, 2 vestuarios para atletismo, capilla, gimnasio, un auditorio para 200 personas, 8 expendios, de comida, sala de control de acceso, enfermería, una terraza para la ubicación de Cámaras de televisión, Restaurante y Bar vip, 4 ascensores, 24 cabinas de transmisión.
En este escenario se jugaron los siguientes partidos de la Copa América 2007:
México 0-0 Chile (Fase de grupos)
Brasil 1-0 Ecuador (Fase de grupos)
Chile 1-6 Brasil (cuartos de final)
También se disputaron los partidos del hexagonal final del Campeonato Sudamericano Sub-20 de 2009 donde por primera vez una selección venezolana se clasificó a un mundial FIFA.

### Campo de Entrenamiento y Estadio Alterno
El Estadio Salvador de la Plaza es el nombre que recibe un estadio multiusos, localizado en el oriente de Venezuela, específicamente en la ciudad de Puerto La Cruz, al norte del estado Estado Anzoátegui. Hace parte del Complejo Polideportivo Libertador Simón Bolívar del eje Barcelona-Puerto La Cruz. Es utilizado como la sede del Deportivo Anzoátegui B, equipo de la segunda división, también se practica atletismo en las mencionadas instalaciones. El estadio además ha sido usado como cancha auxiliar o de entrenamiento por otros equipos venezolanos. Lleva el nombre de un profesor universitario, escritor y conferencista venezolano fallecido en 1970.

## Fanaticada

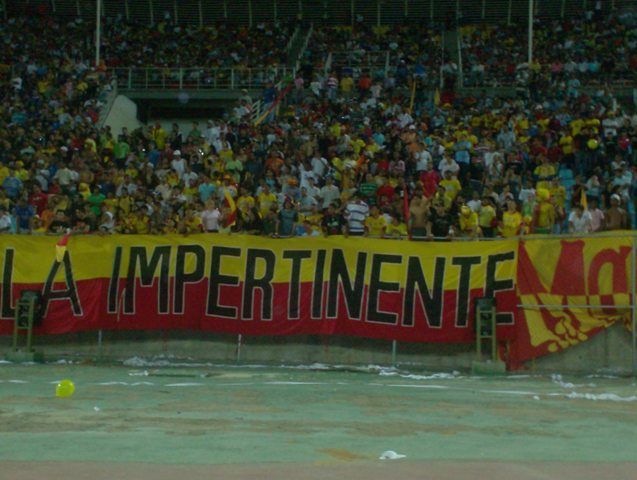
Fanáticos del DAnz.

La fanaticada del Deportivo Anzoátegui era muy consecuente en los partidos del Aurirrojo, el arraigo hacia el club creció notoriamente a partir de su ascenso a la Primera División Venezolana en el año 2007 y de la remodelación del Estadio José Antonio Anzoátegui, antiguo Estadio Luis Ramos. El récord de asistencia es de más de 30.000 espectadores, para el partido debut del club en la Primera División Venezolana en el cual enfrentaba al Unión Atlético Maracaibo.
Actualmente se cuenta con la barra La Impertinente. Esta barra se ubica en las Grada Norte del Estadio José Antonio Anzoátegui. La barra anzoatiguense siempre horas antes de los juegos del club se reúne en la plaza del estadio que se ubica detrás de su grada. La Impertinente también está presente en los partidos de La Vinotinto y es una de las más fieles de Venezuela.

## Datos del club
- Fundación del equipo: 9 de noviembre de 2002
- Temporadas en Primera: 10
- Temporadas en Segunda: 4
- Temporadas en Tercera: 1
- Mejor Puesto en la liga: 1.º
- Peor Puesto en la liga: 9.º
- Participación en Copa Libertadores: 3 (2009, 2013, 2014)
- Mejor puesto en Copa Libertadores: Primera fase (hasta dic 2012)

El Deportivo Anzoátegui SC marcó el primer gol de la Copa Libertadores 2013 el 22 de enero de 2013, de visitante en el Estadio José Dellagiovanna contra el CA Tigre con gol del delantero argentino Jeremías Caggiano al minuto 37' de juego.
- Participación en Copa Sudamericana: 7 (2009, 2011, 2013, 2014, 2015, 2016, 2017)
- Mejor Puesto en Copa Sudamericana: Segunda fase (hasta dic 2012)

El Deportivo Anzoátegui SC es el primer conjunto venezolano que superó una fase de Copa Sudamericana, además marcó el gol más rápido en la historia de esta copa, como local, a los 16 segundos del partido de vuelta por la primera fase de la Copa Sudamericana 2011 contra Deportivo Quito. El gol fue de Evelio Hernández a centro rastrero de Tulio Etchemaite.
- Primer partido oficial: Paracotos Fútbol Club 0 - 3 Deportivo Anzoátegui
- Primer partido en Primera División: Deportivo Anzoátegui 1 - 1 Unión Atlético Maracaibo
- Primer partido internacional: Deportivo Anzoátegui 2 - 0 Deportivo Cuenca
- Partido con mayor asistencia: Deportivo Anzoátegui 1 - 1 Unión Atlético Maracaibo (30000 espectadores)
- Partido con menor asistencia: Deportivo Anzoátegui 4 - 0 Deportivo Italia (330 espectadores)
- Primer gol del equipo: Erbin Díaz (9 de noviembre de 2002)

- Gol 100 del equipo: Ender Márquez (2004)
- Gol 200 del equipo: Pablo Gomis (19 de febrero de 2006)
- Gol 300 del equipo: Alexander Rondón (16 de septiembre de 2007)
- Gol 400 del equipo: Jhonny Carneiro (30 de noviembre de 2008)
- Mayor goleada conseguida de local: 10-0 al Atlético Venezuela el 27 de abril de 2011
- Mayor goleada conseguida de visitante: 7-0 al Metropolitanos FC el 23 de noviembre de 2014
- Mayor goleada encajada de local 0-3 con Club Atlético Tigre el 29 de enero de 2013
- Mayor goleada encajada de visitante: 5-0 con Trujillanos Fútbol Club el 9 de diciembre de 2012
- Máximo goleador del club: Zamir Valoyes (45 goles)

## Jugadores

### Plantilla actual
(*) Jugadores Juveniles Sub-18, según reglamento del Torneo debe haber al menos 1 jugador Sub-18 en cancha

### Altas y bajas Torneo Clausura 2019
| Jugador | Nacionalidad | Posición | Procedencia |
| ------- | ------------ | -------- | ----------- |

David Mcintosh
| Jugador | Nacionalidad | Posición | Destino |
| ------- | ------------ | -------- | ------- |

Sleyker Shoonewolff

### Distinciones individuales

#### Goleadores de todos los tiempos
| Goles | Jugador          |
| ----- | ---------------- |
| 54    | Alexander Rondón |
| 45    | Zamir Valoyes    |
| 41    | Edwin Aguilar    |
| 37    | Rolando Escobar  |
| 35    | Daniel Arismendi |

#### Campeones de goleo
- Segunda División: 2006-2007   Zamir Valoyes (22 goles)
- Primera División: 2007-2008  Alexander Rondón (19 goles)
- Copa Venezuela: 2008  Alexander Rondón (5 goles)
- Primera División: 2010-2011  Daniel Arismendi (20 goles)
- Copa Venezuela: 2010  Daniel Arismendi(3 goles)

## Entrenadores
El Deportivo Anzoátegui ha tenido un total de 17 entrenadores a lo largo de su historia.
| Entrenador              | Período           | Palmarés                                  |
| ----------------------- | ----------------- | ----------------------------------------- |
| Carlos Maria Ravel      | 2002 – 2003       |                                           |
| René Torres             | 2003              | Torneo Aspirantes                         |
| Daniel Lanata           | 2003 – 2004       | Torneo Clausura Segunda División          |
| Miguel Oswaldo González | 2004 – 2005       |                                           |
| Félix Gutiérrez         | 2005              |                                           |
| Daniel Lanata           | 2005              |                                           |
| Carlos Horacio Moreno   | 2005 – 2006       | Torneo Apertura Segunda División          |
| Stalin Rivas            | 2007              |                                           |
| César Farías            | 2007              |                                           |
| Marcos Mathias          | 2007 – 2008       | Copa Venezuela de Fútbol 2008             |
| José Hernández          | 2009              |                                           |
| Daniel Farías           | 2009 – 2012       | Copa Venezuela 2012, Torneo Apertura 2012 |
| Juvencio Betancourt     | 2013 - 2014       |                                           |
| Ruberth Moran           | 2014              |                                           |
| José Luis Dolgetta      | 2015              |                                           |
| José González           | 2015              |                                           |
| Nicolás Larcamón        | 2016 - 2017       |                                           |
| Charles López           | 2017              |                                           |
| Francisco Velázquez     | 2018              |                                           |
| Lisandro Altieri        | 2018              |                                           |
| José "Patón" González   | 2018              |                                           |
| Jobanny Rivero          | 2018 - Actualidad |                                           |

## Directiva del Club
- Presidente:  Víctor Vásquez

## Palmarés

### Torneos nacionales
- Primera División de Venezuela
  - Torneo Apertura (1): 2012
- Torneo Aspirantes (1): 2002/03
- Torneo Clausura Segunda División (1): 2003/2004
- Torneo Apertura Segunda División (1): 2006/2007
- Copa Venezuela (2): 2008, 2012

### Torneos amistosos
- Copa Mitre: 2008

## Fútbol femenino
Es un equipo de fútbol profesional venezolano a nivel femenino y actualmente participa en la Superliga femenina, torneo equivalente a la máxima división del fútbol femenino en Venezuela.